# Сибелиус, Кристиан
Кристиан Сибелиус (швед. Christian Sibelius, 1869—1922) — финский психиатр, брат композитора Яна Сибелиуса.
Кристиан Сибелиус родился в Тавастгусе, Великое княжество Финляндское, был младшим из троих детей доктора Кристиана Густава Сибелиуса и Марии Шарлотты Борг. Он рано потерял отца, провёл детские годы с матерью, братом и сестрой в доме бабушки в своём родном городе. Следуя семейной традиции, детей обучали игре на музыкальных инструментах. Сестра Линда занималась на рояле, брат Ян, впоследствии ставший знаменитым музыкантом — вначале на рояле, затем на скрипке, а Кристиан — на виолончели. В молодости Кристиан выступал на концертах с братом Яном и в 1889 году получил степень бакалавра искусств, но впоследствии почувствовал тягу к медицине и в 1897 году получил степень доктора медицины в Императорском Александровском университете и стал работать там же на кафедре патологанатомии. Докторская диссертация К.Сибелиуса была посвящена проблемам связи между параличом и повреждением спинного мозга и получила высокую оценку медицинского сообщества.
С 1904 года К.Сибелиус работал в Лапинлахти в психиатрической больнице, которая была учебным госпиталем для студентов-медиков Гельсингфорсского университета, где проводил психиатрические исследования. В 1906 году он стал адъюнкт-профессором психиатрии, а в 1909 году — профессором. По его инициативе в 1913 году была основана финская психиатрическая ассоциация, президентом которой К.Сибелиус был избран. В 1921 году К.Сибелиусу было присвоено звание почётного профессора Хельсинкского университета. После обретения Финляндией независимости был сторонником реформы здравоохранения в стране.
К.Сибелиус был женат на писательнице Кайно Иханельме Сван (1878—1970), в браке у них было четверо детей.